# Нижний Магарин
Ни́жний Мага́рин (чув. Анат Макарин) — деревня в Шумерлинском районе Чувашской Республики. Входит (с 2021 года) в Шумерлинский муниципальный округ, ранее в Магаринское сельское поселение.

## География
Деревня находится на административной границе с Красночетайским районом, на правобережье реки Кумажана. В деревне находится одна улица — Ольховая.
Географическое положение
Расстояние до Чебоксар 124 км, до райцентра 22 км, до ж.-д. станции 22 км.
Ближайшие населенные пункты
- д. Верхний Магарин ~ 1 км 16 м
- пос. Автобус ~ 1 км 429 м
- д. Петропавловск ~ 2 км 5 м
- д. Егоркино ~ 2 км 683 м
- пос. Комар ~ 3 км 228 м
- пос. Покровское ~ 4 км 75 м

## Название
Магарин произошло от имени Макар, хозяина здешних земель до 1929 года.

## История
Возникла в 1929 как сельскохозяйственная артель. В 1930 образован колхоз, под данным «Чувашской Энциклопедии» — «Ударник» совместно с д. Верхний Магарин и пос. Автобус, по местным данным — «Борец».
Известны имена первых жителей: Охверкин Алексей и Николаев Гаврил из деревни Старые Атаи Красночетайского района.
Административно-территориальное деление
- 1929—1935 — в составе Красночетайского района
- 1935—1965 — в составе Шумерлинского района
- 1965—1966 — в составе Шумерлинского горсовета
- с 1966 — в составе Шумерлинского района

Законом Чувашской Республики от 14.05.2021 № 31 к 24 мая 2021 году Магаринское сельское поселение было упразднено и Нижний Магарин вошёл в состав Шумерлинского муниципального округа.

## Население
| 2010 | 2012 |
| ---- | ---- |
| 29   | ↗35  |

Национальный состав
чуваши
Историческая численность населения
Число дворов и жителей: в 1939 — 57 муж., 70 жен.; 1979 — 27 муж., 34 жен.; 2002 — 20 дворов, 36 чел.: 15 муж., 21 жен.; 2010 — 16 част. домохозяйств, 29 чел.: 15 муж., 14 жен.

## Инфраструктура
Жители занимались земледелием, животноводством, местными промыслами.

## Транспорт
Развит автомобильный транспорт. Выезд к республиканской автодороге P231 «Сура».